# Дурновцев, Андрей Егорович
Андрей Егорович Дурновцев (1923—1976) — подполковник Советской Армии, ведущий испытатель ядерного оружия на Новой земле, Герой Советского Союза (1962).

## Биография
Родился 14 января 1923 года в деревне Верхние Куряты (ныне — Каратузский район Красноярского края).
Окончил среднюю школу. В июле 1942 года был призван на службу в Рабоче-крестьянскую Красную Армию. В 1943 году окончил Иркутскую военную авиационную школу механиков, в 1948 году — Энгельсское военное авиационное училище лётчиков. Во время подготовки к испытанию на Новой земле самого мощного за всю практику ядерных испытаний термоядерного заряда подполковник Дурновцев был назначен ведущим лётчиком испытаний ядерного оружия.
Испытания прошли 30 октября 1961 года на мысу Сухой Нос в 15 километрах от губы Митюшиха к северу от пролива Маточкин Шар. За испытаниями следила правительственная комиссия во главе с Маршалом Советского Союза К. С. Москаленко. Средством доставки был избран самолёт-носитель «Ту-95», в его экипаж входили девять человек, прошедших специальный комплекс тренировок. Взрыв был произведён в 11 часов 33 минуты на высоте 4000 метров над целью. Данные испытания явились крупным технологическим достижением науки того времени.
Указом Президиума Верховного Совета СССР от 7 марта 1962 года за «мужество и героизм, проявленные при проведении воздушных ядерных испытаний» ведущий лётчик самолёта-носителя Ту-95 подполковник Дурновцев был удостоен звания Героя Советского Союза с вручением ордена Ленина и медали «Золотая Звезда» за номером 11127.
В 1965 году был уволен в запас.
Проживал в Киеве, умер 24 октября 1976 года. Похоронен на Лукьяновском военном кладбище.
Был также награждён орденом Красной Звезды и рядом медалей.